# Iris hookeri
Iris hookeri là một loài thực vật có hoa trong họ Diên vĩ. Loài này được Penny ex G.Don miêu tả khoa học đầu tiên năm 1832.